# Glensaxon Sike
Der Glensaxon Sike ist ein Wasserlauf in Dumfries and Galloway, Schottland. Er entsteht nördlich des Great Hill und fließt in westlicher Richtung bis zu seiner Mündung in das Stennies Water.